# Rivière Kakaskutatakuch
La rivière Kakaskutatakuch est un affluent de la rivière Iskaskunikaw, dans la Municipalité de Eeyou Istchee Baie-James, dans la région administrative du Nord-du-Québec, dans la province canadienne de Québec, au Canada.
Le bassin versant de la rivière Kakaskutatakuch est desservi par la route du Nord venant de Matagami coupant le cours supérieur de la rivière. La surface de la rivière est habituellement gelée du début novembre à la mi-mai, toutefois la circulation sécuritaire sur la glace se fait généralement de la mi-novembre à la mi-avril. 

## Géographie
Les principaux bassins versants voisins de la rivière Kakaskutatakuch sont :
- côté Nord : lac Dana (Eeyou Istchee Baie-James), Lac Du Tast (Eeyou Istchee Baie-James) ;
- côté Est : rivière Pauschikushish Ewiwach, rivière Iskaskunikaw, rivière Enistustikweyach, lac Evans, rivière Broadback ;
- côté Sud : rivière Muskiki, rivière Nottaway, lac Soscumica ;
- côté Ouest : ruisseau Takutachun Kakuskwapiminakuch, lac Dusaux, rivière Nottaway.

La rivière Kakaskutatakuch prend sa source d’un ruisseau forestier (altitude : 285 m) situé à :
- 9,1 km au Nord-Est d’une courbe de la rivière Nottaway ;
- 20,3 km au Nord de l’embouchure du lac Soscumica ;
- 16,6 km au Sud-Est de l’embouchure de la rivière Kakaskutatakuch ;
- 35 km au Sud-Est de l’embouchure de la rivière Pauschikushish Ewiwach (confluence avec le lac Dana (Eeyou Istchee Baie-James)) ;
- 62,5 km au Sud-Ouest de l’embouchure du lac Dana (Eeyou Istchee Baie-James) ;
- 90 km au Nord du centre-ville de Matagami.

À partir de la confluence du ruisseau Kaochishewechuch, la « rivière Kakaskutatakuch » coule sur 31,3 km selon les segments suivants :
- 19,7 km vers le Nord, puis vers le Sud-Est, en faisant le tour par l’Ouest et le Nord d’une montagne dont le sommet atteint 311 m ;
- 2,3 km vers le Nord, jusqu’au ruisseau Pisimwetach Kayspaick (venant de l’Ouest) ;
- 0,8 km vers le Nord-Est, jusqu’à une route forestière ;
- 8,5 km vers l’Est, puis en serpentant vers le Nord, jusqu’à son embouchure[2].

La « rivière Kakaskutatakuch » se déverse dans un coude de rivière sur la rive Sud de la rivière Iskaskunikaw. De là, le courant coule vers le Nord jusqu’à la rivière Pauschikushish Ewiwach laquelle s’écoule vers le Nord-Ouest, puis vers le Nord-Est, et va se déverser sur la rive Sud du lac Dana (Eeyou Istchee Baie-James) lequel déverse dans une baie à l’Ouest du lac Evans.
L’embouchure de la rivière Kakaskutatakuch est située à :
- 18,2 km au Sud-Ouest de l’embouchure de la rivière Pauschikushish Ewiwach ;
- 42,3 km de l’embouchure du lac Dana (Eeyou Istchee Baie-James) ;
- 23,6 km au Sud-Ouest de l’embouchure du lac Evans
- 27,3 km au Nord du lac Soscumica ;
- 133,6 km au Sud-Est de l’embouchure de la rivière Broadback ;
- 91,5 km au Nord du centre-ville de Matagami.

## Toponymie
D’origine crie, le toponyme « ruisseau Kakaskutatakuch » signifie : « le ruisseau aux scarabées ».
Le toponyme « rivière Kakaskutatakuch » a été officialisé le 5 octobre 1982 à la Commission de toponymie du Québec.